# الكاتب (مسلسل)
الكاتب مسلسل لبناني درامي اجتماعي عرض في رمضان 2019

## قصة المسلسل
تدور الأحداث في إطار درامي مشوق حيث (روائي) يُدعى يونس جبران، يُتهم بجريمة قتل عشيقته، ويدخل في العديد من التحقيقات، بعد أن وقعت عدة جرائم، ترتبط بعشيقته.

## الممثلون
| - باسل خياط (يونس جبران) - دانييلا رحمة (ماجدولين فاضل) - ندى أبو فرحات (دينا عبد الله) - نقولا دانيال (المستشار فاضل) - جبريال يمين (أبو سعيد) - فادي أبي سمرا (المُحقق نادر الحاج) - هيام أبو شديد | - ريموند عازار - ريم خوري (تامارا) - رينيه غوش - نور صعب - وليم الرموز (المُخرج روني) - تيسير إدريس (ضيف شرف) - مجدي مشموشي (السيد حلمي - ضيف شرف) - عاطف العلم - ماغي بدوي | - أسعد حداد - منى كريم - سمارة نهرا - بولين حداد - نزيه يوسف - طوني عاد - رفيق فخري - هيثم المصري - صقر البعيني - ماري المر - علي يونس (رجل أمن) - ربيع شمص - فيكتوريا عون |